# Leptoptilos patagonicus
Leptoptilos patagonicus is een uitgestorven soort ooievaar uit het geslacht Leptoptilos. Hij kwam voor in het huidige Argentinië tijdens het laat-mioceen. De soort werd voor het eerst beschreven in 2008.

## Naamgeving en vindplaats
De soortaanduiding patagonicus is een verwijzing naar Patagonië, de Argentijnse regio waar het eerste fossiel werd gevonden. Het is daarmee de eerste bekende soort van het geslacht Leptoptilos in Zuid-Amerika tijdens het mioceen, wat erop wijst dat zijn biologische tak er een lange voorgeschiedenis heeft.

## Kenmerken
De grootte van het dier wordt tussen die van de Javaanse maraboe (L. javanicus) en de uitgestorven L. falconeri geschat en was vergelijkbaar met grote exemplaren van de Afrikaanse (L. crumeniferus) en Indische maraboe (L. dubius). De vleugels waren klein ten opzichte van de poten.